# One of My Turns
«One of my Turns» es una canción y sencillo escrita por Roger Waters, grabada y publicado por la banda de rock progresivo Pink Floyd, lanzado el 30 de noviembre de 1979, cómo parte del álbum "The Wall" y en la película "Pink Floyd: The Wall. Fue lanzada como lado B del sencillo "Another Brick in the Wall (Part II)". La canción comienza con la frase de otra canción llamada The Fool on the Hill (Day after day) escrita por Paul McCartney (Aunque acreditado por Lennon-McCartney) y grabada por la banda de rock The Beatles.

## Composición
La canción se puede dividir en tres partes; un diálogo, una parte lírica silenciosa, y una parte lírica de alto nivel de sonido. Dura aproximadamente 3 minutos, 38 segundos. En la última palabra "away" de la frase "why are you running away?" (del inglés, "¿Por qué estás huyendo?") Roger Waters llega hasta el máximo en su rango vocal. Lo cual se repetiría en la canción The Gunner's Dream en el álbum The Final Cut cuatro años más tarde.

## Argumento
Así como las otras canciones del álbum, "One of My Turns" cuenta la historia del personaje ficticio "Pink", quien protagoniza el álbum. Pink invita a una chica que sólo quiere tener sexo con él, después de enterarse de que su esposa lo había engañado con otro. Al principio la groupie trata de llamar su atención, pero él está demasiado ocupado pensando en su esposa como para siquiera inmutarse, mientras la canción describe su fallida relación con su esposa. En la tele de fondo se puede escuchar el audio de la película The Dam Busters.
La chica sigue tratando de llamar su atención hasta que Pink explota (en este punto la música sube al máximo) y destroza la habitación en la que se encuentra, lo que hace que la chica se escape. Al final de la canción Pink indiferentemente informa a la groupie acerca su "favourite axe" (del inglés, "guitarra preferida") y le pregunta "would you like something to eat?", en referencia a que la groupie se sirviera un vaso de agua. Cuando la groupie escapa él le grita "Why are you running away?", sintiendo pena por él mismo.

## Versión de la película
Pink deja pasar a la groupie, interpretada por la actriz norteamericana Jenny Wright, a su cuarto de hotel. Se tira a ver la tele e ignora completamente a la chica. Después de que la chica trate de seducirlo, explota y comienza a destruir la habitación. Luego persigue a la groupie por la habitación tirándole todo lo que tenía al alcance, cortándose su propia mano después de tirar la tele por el balcón a través de un vidrio. En esta escena Pink dice su única frase no lírica, gritando "Next time, fuckers!" (del inglés, "¡Tomen esto, cabrones!" mientras tira la tele y generándose varios cortes en su mano.
Nick Mason en su libro "Inside Out: A Personal History of Pink Floyd" se atribuye indirectamente a sí mismo el hecho de arrojar un televisor de la ventana de un hotel. Lo cual obviamante fue inspiración para la escena de la película, pero no especifica si también dio el grito "Next time Fuckers".

## Personal
- David Gilmour - Guitarra líder
- Nick Mason - Batería y percusión
- Roger Waters - Voces y bajo
- Richard Wright - Piano
- Bob Ezrin - Órgano y sintetizador prophet-5
- Lee Ritenour - Guitarra rítmica y guitarra rítmica con uso del pedal wah-wah.
- Trudy Young - Voz de la groupie.